# Alfréd Ressel
 Alfréd Ressel (9. června 1900, Valašské Meziříčí – 1. listopadu 1983, Praha) byl československý odbojář, generálmajor ve výslužbě. Od roku 1940 příslušník československých jednotek ve Francii, Anglii a poté příslušník 1. čs. armádního sboru v SSSR. V letech 1929 až 1933 a v roce 1939 byl topografem-fotogrammetrem ve Vojenském zeměpisném ústavu. Jeho válečná anabáze začala útěkem z Němci okupované Prahy v roce 1940.

## Život
Důstojníkem dělostřelectva z povolání byl Alfréd Ressel od roku 1919. Mezi léty 1919 až 1934 prošel v prvorepublikové československé armádě řadou velitelských funkcí. V roce 1934 ukončil studia na pražské Válečné škole,  jejíž absolvování mu umožnilo působit v různých funkcích na Hlavním štábu československé branné moci. Spolu se svou rodinou odešel Alfréd Ressel v roce 1940 přes Slovensko, Maďarsko a Jugoslávii do Francie. Tady vykonával funkci náčelníka štábu dělostřelectva 1. československé divize. Po napadení Francie hitlerovským Německem (a po její kapitulaci) odjel Alfréd Ressel do Velké Británie. Tady působil ve funkci vedoucího studijní skupiny ofenzivního oddělení zpravodajského odboru československého Ministerstva národní obrany (MNO) v Londýně. Od roku 1943 pracoval ve Štábu pro vybudování branné moci při MNO. Na vlastní žádost byl Alfréd Ressel v listopadu 1944 převelen do Sovětského svazu jako posila velitelského sboru československých jednotek v SSSR. Nejprve mu byla svěřena funkce zástupce velitele dělostřelectva 1. československého armádního sboru v SSSR. Od 2. února 1945 se Alfréd Ressel stal velitelem dělostřelectva 1. československého armádního sboru v SSSR. Do osvobozeného Československa se Alfréd Ressel vrátil v hodnosti plukovníka generálního štábu. Po skončení druhé světové války se významnou měrou podílel na budování nové poválečné československé armády. Poté, co absolvoval v Moskvě Nejvyšší vojenskou akademii Klimenta Jefremoviče Vorošilova, byl povýšen do hodnosti brigádního generála a ustavoven do funkce náčelníka pražské Vysoké školy válečné.
V roce 1951 (ve svých jedenapadesáti letech) byl Alfréd Ressel z armády propuštěn. Aby uchránil rodinu, pracoval pak jeden a půl roku v ostravských dolech. Po návratu do Prahy našel zaměstnání jako právník v automobilových opravnách, nakonec se stal ředitelem. Podnik zanikl a Alfréd Ressel přešel do reklamní firmy sídlící na Václavském náměstí v Praze. I tam se vypracoval až do nejvyšší funkce. Po odchodu do starobního důchodu se věnoval zahrádce a dělal průvodce na zámcích. Nakonec se nechal přesvědčit, aby své vzpomínky sepsal v knize Mé cesty válkou. Ta vyšla v několika jazycích, ale kvůli cenzuře pouze jako upravená verze, kde některé části životopisu chybějí. Za svou bojovou činnost na frontách druhé světové války obdržel celou řadu vyznamenání.

## Vyznamenání
- Kříž československého vojenského Řádu Bílého lva za vítězství[3]
- Řád Slovenského národního povstání 1. třídy, [3]
- Československá medaile Za chrabrost před nepřítelem, s ratolestí [3]
- Pamětní medaile československé armády v zahraničí se štítky Francie, Velké Briránie a SSSR[3]
- polský Grunwaldský kříž 3. třídy [3]
- sovětský Řád rudé hvězdy [3]

a další řády a medaile:
- Československý válečný kříž 1939 s ratolestmi
- Československá medaile za zásluhy
- Dukelská pamětní medaile
- Medaile za vítězství nad Německem ve Velké vlastenecké válce 1941–1945
- Medaile Za osvobození Prahy
- Rumunský řád Apararea patrici 1. třídy ...

## Dílo
- RESSEL, Alfred. Mé cesty válkou. 1. vyd. Praha: Mladá fronta, 1975. 377 s. Edice: Boje, svazek 170; Resume: Autor vypráví o své válečné anabázi, počínající útěkem z okupované Prahy a pokračující přes Maďarsko, Jugoslávii, Francii, Anglii do SSSR, a o vítězném návratu se Svobodovou armádou do Prahy.
- RESSEL, Alfred. Šestnástimi krajinami za slobodou. 1. vyd. Bratislava: Pravda, 1978. 319 s. (slovensky) Edice: Memoáre, Členská knižnica: Pravda.

Barvitou historku ze života nositele Zlaté hvězdy hrdiny Sovětského svazu Antonína Sochora uvádí generál Ressel ve svých pamětech Mé cesty válkou:
Kteréhosi dne v létě roku 1950 jsme seděli se Sochorem u kávy v mé kanceláři velitele Vysokého vojenského učiliště v Praze a vzpomínali. Hlavním tématem naší rozpravy nebyla válečná minulost, ale nedávná havárie československého vojenského letounu, který se zřítil se Sochorem na palubě nad mimoňským vojenským táborem a pohřbil ve svých troskách pilota. Mezi ohořelými zbytky letounu mělo být i Sochorovo tělo. Ale nebylo. Sochor byl živ a zdráv. Bylo to neuvěřitelné a skutečně mnoho lidí v té době nevěřilo v takový zázrak. Měli pravdu. Sochor se nezachránil zázrakem, ale díky své fantastické chladnokrevnosti. Ve zlomku vteřiny si vypočetl, že během pádu letounu k zemi má podle jistého počtu pravděpodobnosti možnost záchrany. Vyprávěl mi tehdy toto: Létal jsem s pilotem nad prostorem vojenského výcvikového tábora, když se letoun dostal náhle do vývrtky. Veškeré úsilí pilota dostat ho z ní bylo marné. ...Seděl jsem v mašině bez padáku. Musel jsem se rozhodnout teď... Pode mnou v rozptýlené sestavě leželo několik stanových táborů. ...vyskočím-li, je tu pravděpodobnost jedna ku x milionům, že dopadnu na stan, a jsem zachráněn. Když jsem dospěl v několika málo vteřinách k tomuto závěru, vyskočil jsem. ...Padl jsem na stan. Napjatá plachtovina mne jednou, dvakrát vymrštila do výše, než jsem dopadl na tvrdou zem. ...Prostě — pokračoval jsem v zaměstnání.
Alfred Ressel, Mé cesty válkou